# Michael Reihs
Michael Reihs (Silkeborg, 25 april 1979) is een Deens voormalig beroepswielrenner. Hij reed in zijn carrière voor onder meer Phonak en Cult Energy Pro Cycling.

## Overwinningen
2010
6e etappe La Tropicale Amissa Bongo
2011
Himmerland Rundt

## Reultaten in voornaamste wedstrijden
| Jaar | Ronde van Vlaanderen | Amstel Gold Race | Luik-Bast.‑Luik | Waalse Pijl |
| ---- | -------------------- | ---------------- | --------------- | ----------- |
| 2002 | opgave               |                  |                 |             |
| 2015 |                      | opgave           | opgave          |             |
| 2016 |                      |                  |                 | 129e        |

## Ploegen
- 2001 –  Phonak Hearing Systems
- 2002 –  Phonak Hearing Systems
- 2003 –  Fakta
- 2005 –  Team Designa Køkken
- 2006 –  Team Designa Køkken
- 2007 –  Team Designa Køkken
- 2008 –  Team Designa Køkken
- 2009 –  Team Designa Køkken
- 2010 –  Team Designa Køkken-Blue Water
- 2011 –  Christina Watches-Onfone (vanaf 10-3)
- 2012 –  Christina Watches-Onfone
- 2013 –  Team Cult Energy
- 2014 –  Cult Energy Vital Water
- 2015 –  Cult Energy Pro Cycling
- 2016 –  Stölting Service Group
- 2016 –  Team Veloconcept